# Білівка
Білі́вка — село в Україні, у Казанківській селищній громаді Баштанського району Миколаївської області. Населення становить 97 осіб.